# 12 heißt: Ich liebe dich
12 heißt: Ich liebe dich ist ein deutscher Fernsehfilm, der bei den 41. Hofer Filmtagen 2007 uraufgeführt wurde. Der Film basiert auf dem Drama Zwölf heißt „Ich liebe dich“. Der Stasi-Offizier und die Dissidentin von Regina Kaiser und Uwe Karlstedt. Der ehemalige Stasi-Offizier Uwe Karlstedt und die Dissidentin Regina Kaiser schildern darin eine ihrer Aussage nach wahre Geschichte. Unter der Regie von Connie Walther wurde das Buch 2007 verfilmt.
In dem Film, dessen Handlung von den 1980er Jahren bis ins 21. Jahrhundert reicht, geht es um Bettina Kramer, die von der Schauspielerin Claudia Michelsen dargestellt wird. Bettina wird 1985 in der DDR wegen verbotener Westkontakte verhaftet und monatelang verhört. Die andere Hauptrolle spielt Devid Striesow als Vernehmer Jan Kohlfeld.

## Handlung
Dresden 1985. Bettina Kramer und ihr Ehemann erwachen schockiert, als sie wegen verbotener Westkontakte verhaftet werden. Acht Monate lang sitzt Bettina in Untersuchungshaft und wird täglich von einem jungen Vernehmer namens Jan verhört. Jan ist die einzige Person, die mit Bettina in dieser schwierigen Zeit kommuniziert. Die beiden verlieben sich ineinander, doch beide wissen auch, dass diese Liebe unmöglich ist. Beim letzten Treffen im Rahmen des Ermittlungsverfahrens offenbart Jan seine Gefühle Bettina gegenüber, und sie verrät ihm ihren Zahlencode – 11: Du bist schön (= 11 Buchstaben), 12: Ich liebe dich. Bettina wird für drei Jahre und zwei Monate in das Frauengefängnis Hoheneck gebracht und danach in den Westen abgeschoben.
Währenddessen ist Jan bis zur Auflösung der DDR weiterhin beim Ministerium für Staatssicherheit beschäftigt.
Zwölf Jahre nach diesem Geschehen führt Bettina Touristen und weitere Besucher durch das ehemalige Stasigefängnis, das im Laufe der Zeit zu einer Gedenkstätte umgewandelt wurde, und macht sie mit der damaligen Situation bekannt. Sie hat Jan nicht vergessen und nimmt Kontakt zu ihm auf. Anfangs verleugnet er sich, doch dann treffen sie sich wieder. Dabei wird beiden klar, dass ihre Liebe auch nach zwölf Jahren immer noch zu spüren ist. Doch Bettina hat einen Freund, Jan ist nach wie vor verheiratet und hat eine Tochter. Nach dem vertieften Kennenlernen unter anderen Bedingungen trennen sie sich von ihren Lebensgefährten und ziehen zusammen. Bettina verliert ihre Arbeit in der Gedenkstätte, weil sie so nicht mehr tragbar sei. 2006 heiraten Jan und Bettina. Bettinas Ex-Partner ist Trauzeuge.

## Kritik
Viele Kritiker halten das Buch und vor allem den Film für wenig glaubwürdig. So weist Hubertus Knabe, Ex-Direktor der Stasi-Opfer-Gedenkstätte Berlin-Hohenschönhausen, darauf hin, dass es keine Belege für den Wahrheitsgehalt der Geschichte gebe und Regina Kaiser Anfang der 1990er Jahre in einem Zeitzeugeninterview eine Zuneigung zu Uwe Karlstedt nicht erwähnt habe. DDR-Opferverbände sahen in dem Film eine Verharmlosung der Staatssicherheit.
Die Regisseurin Connie Walther bemängelte, dass die Kritik geäußert wurde, ohne dass man den Film gesehen habe.
Das Lexikon des Internationalen Films urteilte: „Eine deutsch-deutsche Liebesgeschichte, die an ihrer Entfaltung nicht durch geografische und ideologische Grenzen gehindert wird. Ein sehr spröder, darstellerisch vorzüglicher (Fernseh-)Film.“
In einer Rezension des Spiegel heißt es, es werde „in diesem leisen, zermürbenden, romantikfreien Drama trotz seiner riskanten Annäherung an den Täter als Menschen zu keinem Zeitpunkt Relativismus betrieben“.

## Auszeichnungen
- Deutscher Fernsehpreis 2008 in der Kategorie Beste Regie an Connie Walther
- Hauptpreis beim Fernsehfilm-Festival Baden-Baden 2008
- Claudia Michelsen erhielt für diesen Film den Hauptpreis FIPA D’OR als Beste weibliche Hauptdarstellerin beim Festival International de Programmes Audiovisuels in Biarritz